# Grammomys gigas
Grammomys gigas är en däggdjursart som först beskrevs av Guy Dollman 1911.  Grammomys gigas ingår i släktet Grammomys och familjen råttdjur. Inga underarter finns listade i Catalogue of Life.
Individerna blir ungefär 13 cm långa (huvud och bål) och har en cirka 20 cm lång svans. Öronen är 2 cm långa. Pälsen har på ryggen en olivgrå färg med gulbrun skugga. Den blir längre bakåt och på kroppens sidor mera rödaktig till orange. Det finns en tydlig gräns mot den vita undersidan. Skallen och tänderna är större än hos andra arter av samma släkte.
Denna gnagare är bara känd från Mount Kenya. Den vistas i regioner som ligger cirka 2750 meter över havet. Habitatet utgörs av fuktiga skogar och av buskskogar.
Arten hotas av skogsavverkningar och svedjebruk. Populationens storlek är okänd men den minskar troligen. IUCN kategoriserar arten globalt som starkt hotad.